# Hilda James
Hilda Marjorie James (* 27. April 1904 in Warrington; † 27. Juli 1982 in Birkenhead) war eine britische Freistil-Schwimmerin und olympische Medaillengewinnerin.

## Leben
James wurde 1904 als Tochter eines Postboten und Fensterputzers geboren. Bereits als junge Frau begann sie eine Ausbildung in den Garston Baths in Liverpool.
Als 16-Jährige nahm sie an den Olympischen Sommerspielen 1920 teil. Im Einzelwettbewerb über 300 Meter Freistil schied sie im Halbfinale aus. Mit der britischen 4-mal-100-Meter-Freistilstaffel gewann sie die Silbermedaille.
James war auch eine erfolgreiche Langstreckenschwimmerin. Sie gewann zweimal die nationale Langstreckenmeisterschaft auf der Themse. 1923 gewann sie das 8-km-Rennen auf der Seine in Paris.
Bis 1924 stellte sie sieben Weltrekorde und 29 britische Rekorde auf, darunter auf jeder Strecke von 100 Yards bis zur Meile. Streitigkeiten mit Funktionären der British Olympic Association verhinderten ihre Teilnahme an den Spielen 1924.
Nach ihrem 21. Geburtstag nahm James einen Job bei der Cunard Line an. Diesen gab sie 1927 auf, um als erste Frau den Ärmelkanal zu durchschwimmen. Sie bereitete sich in Frankreich am Cap Gris-Nez vor, unternahm jedoch keinen Versuch. Im Oktober 1927 durchschwamm Mercedes Gleitze als erste Frau den Kanal. Einen Monat später kündigte James an, in der Saison 1928 noch einmal einen Versuch unternehmen zu wollen. Ob es dazu kam, ist nicht bekannt.
1930 heiratete sie William Hugh McAllister, der auf dem Luxusliner Carinthia der Cunard Line arbeitete. Mit ihm hatte sie einen Sohn. Später arbeitete sie als Schwimmlehrerin in den Parkgate Baths in Parkgate, Cheshire.
Hilda James wurde 2016 postum in die International Swimming Hall of Fame aufgenommen.